# Pascal Mohy
Pascal Mohy (* 21. September 1980 in Lüttich) ist ein belgischer Jazzpianist.
Mohy erhielt zunächst klassischen Klavierunterricht, um dann im Alter von 14 Jahren zum Jazz zu wechseln; er wurde dort zunächst durch Benoît Sourisse ausgebildet, dann durch Eric Legnini. Bald leitete er ein eigenes Trio, mit dem er 2009 sein Debüt Automne 08 bei Igloo Records veröffentlichte. Dieses Trio erweiterte er mit dem Gitarristen Quentin Liégeois zum Quartett; auch konzertierte er mit Walhouse of Jazz beim Festival in Lüttich. Er arbeitete weiterhin mit Steve Houben, Mimi Verderame, Toine Thys oder Greg Houben und begleitete seit 2006 immer wieder die Sängerin Mélanie De Biasio. Zudem ist er auf Alben von Gilles Respond, Sal La Rocca, Manuel Hermia und dem Bop and Soul Sextt zu hören. 2007 erhielt er den Django d’Or als Neues Talent.